# Oppurg

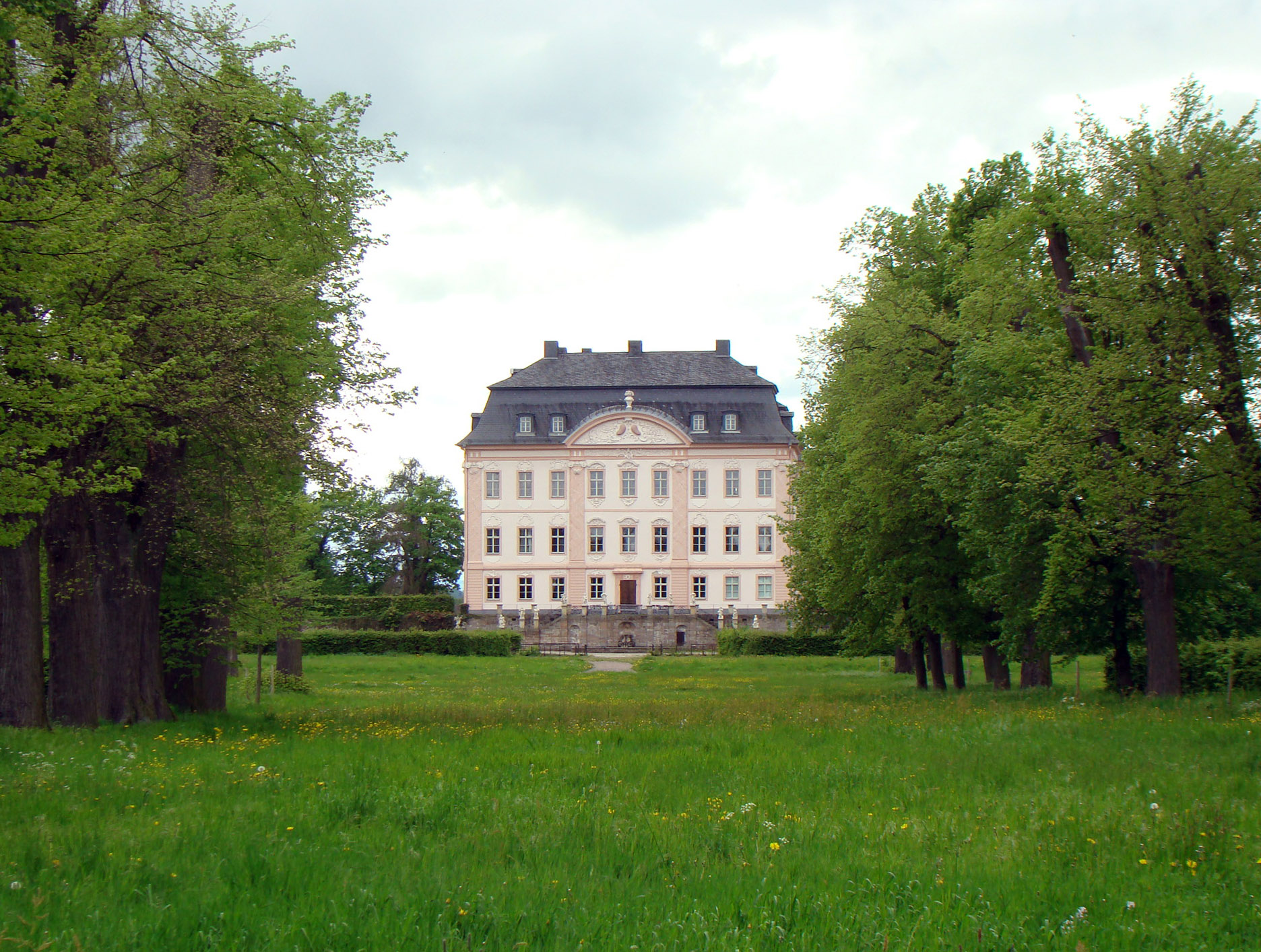
Schloss Oppurg

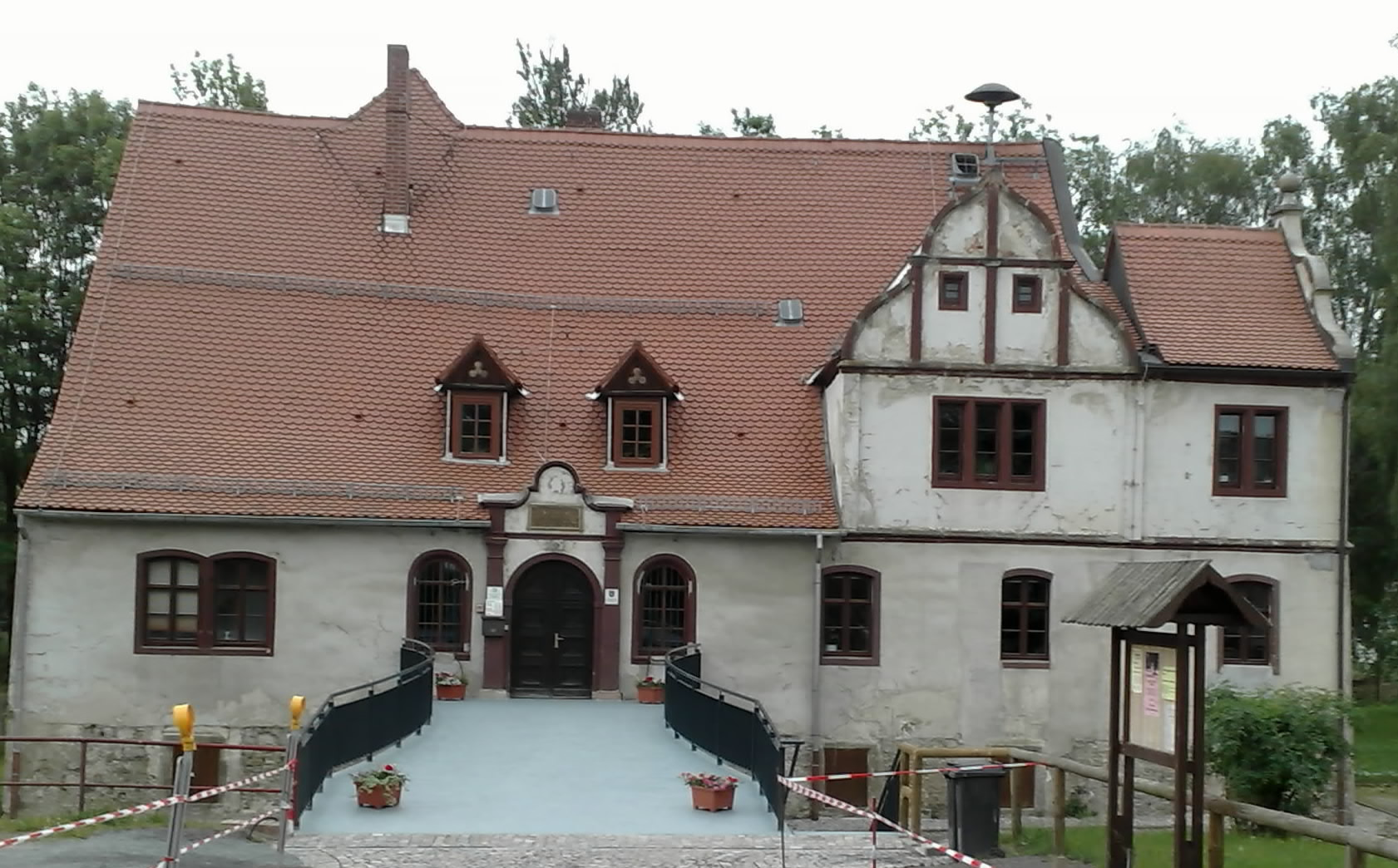
Türkenhof

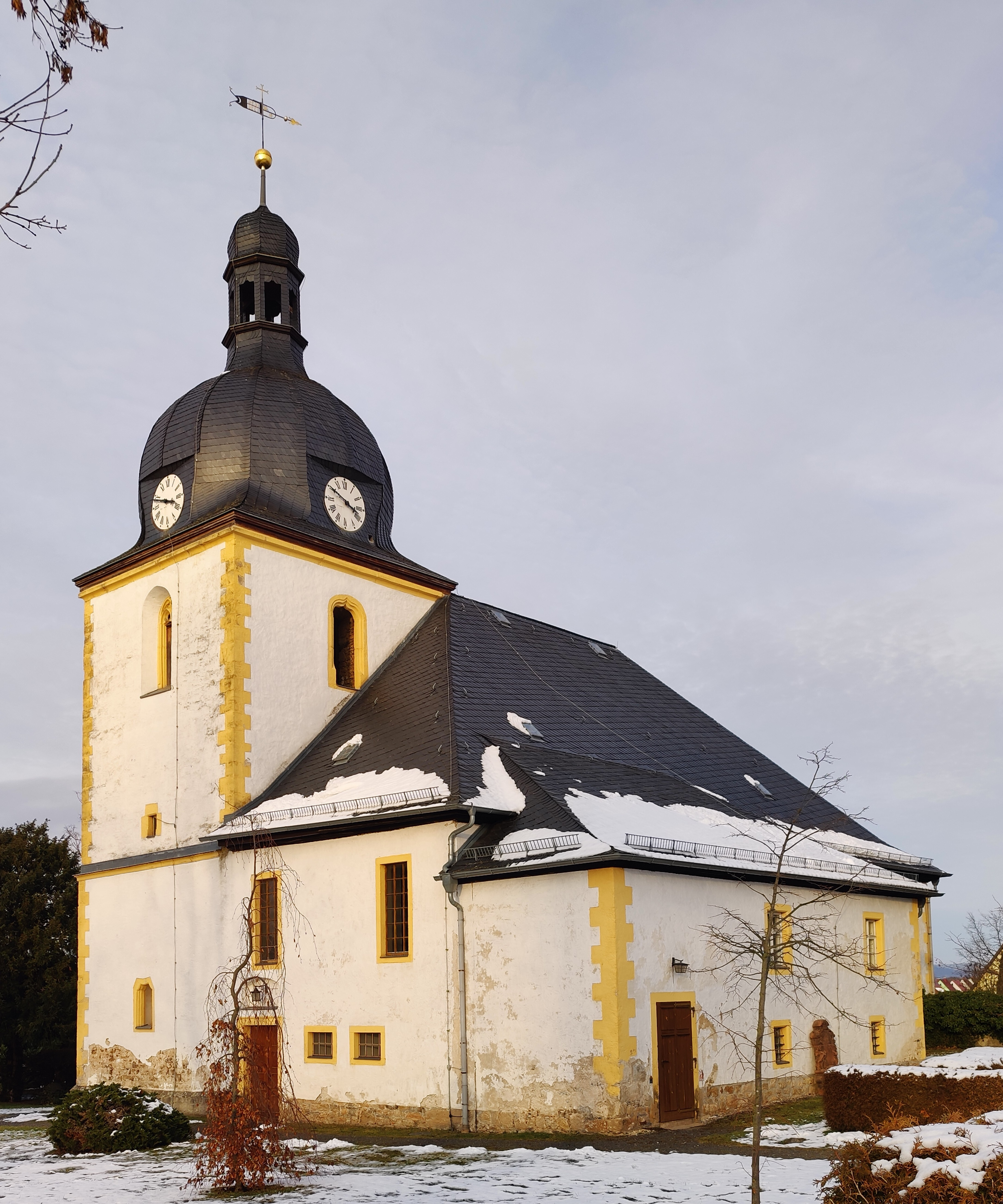
Evangelische Kirche von Oppurg

Oppurg ist eine Gemeinde im thüringischen Saale-Orla-Kreis und der Sitz der aus 13 Gemeinden bestehenden Verwaltungsgemeinschaft Oppurg.

## Geografie
Durch das Dorf Oppurg fließt die Orla. Die Feldmark von Oppurg ist kupiert, und die Böden sind sehr unterschiedlich. Es gibt Löss-, Sand- und Tonerdestandorte. Teiche lockern die Flur auf.

### Gemeindegliederung
Die am Flüsschen Orla liegende Gemeinde Oppurg besteht aus den drei Ortsteilen Oppurg, Rehmen und Kolba.

### Nachbargemeinden
Angrenzende Gemeinden sind Döbritz, Langenorla, Lausnitz bei Neustadt an der Orla, Nimritz, Oberoppurg, die Stadt Pößneck, Solkwitz und Weira.

## Geschichte
Eine vor- und frühgeschichtliche Besiedlung des Orlatals lässt sich mit den unweit von Oppurg am zerklüfteten Zechsteinriff geborgenen Funden nachweisen. Dort fand man archäologische Funde der Altsteinzeit, der Bronze- bis frühen Eisenzeit und auch aus der Völkerwanderungszeit.
Am Ort des heute dort befindlichen Schlosses Oppurg befand sich zuvor eine Wasserburg. Sie stammte wohl aus dem Mittelalter. Sie soll 1074 vom Markgraf Wiprecht von Groitzsch gebaut worden sein. Turm- und Mauerreste sind noch vorhanden. 1354 gestaltete der Ritter von Brandenstein die Burg neu. 1705–1708 wurde das jetzige Schloss erbaut.
Die erste urkundliche Erwähnung von Oppurg erfolgte im Dezember 1074 als Opult. Am 1. Mai 1323 wurden Kolba und 1350 Rehmen erstmals genannt. 1545 errichtete Hans von Brandenstein nach seiner Rückkehr aus türkischer Gefangenschaft den Türkenhof. Auf dem Grundstück des Türkenhofes stand vorher eine mit Wassergraben geschützte Befestigungsanlage. Es war sicherlich ein mittelalterlicher Herrensitz. Der Türkenhof ist ein Nachfolgebau, in dem noch Reste des alten Herrensitzes vorhanden sind.
Von 1680 bis zur Neuordnung der ernestinischen Herrschaften 1826 gehörten alle drei Orte zu Sachsen-Saalfeld. Anschließend gehörten sie bis 1920 zum Landkreis Saalfeld des Herzogtums Sachsen-Meiningen und danach zum neugebildeten Land Thüringen. Infolge der Verwaltungsreform 1952 kamen die Orte bis 1990 an den Bezirk Gera.
1871 erreichte die Eisenbahn Oppurg, und 1912 die Elektrizität sowohl Oppurg als auch Kolba und Rehmen.

### Eingemeindungen
Die Gemeinde Oppurg entstand in ihrer heutigen Form 1965 durch den Zusammenschluss der drei bis dahin selbstständigen Dörfer Oppurg, Kolba und Rehmen, nachdem bereits ein Jahr zuvor deren Landwirtschaftliche Produktionsgenossenschaften zusammengeschlossen wurden.
Rehmen war ursprünglich im Oktober 1923 nach Pößneck eingemeindet worden, 1924 wurde dieser Verwaltungsvorgang jedoch infolge starker Bürgerproteste wieder rückgängig gemacht.

### Einwohnerentwicklung
1933 zählte Oppurg 738, Kolba 428 und Rehmen 315 Einwohner. 1939 lagen die Einwohnerzahlen bei jeweils 759, 397 und 336.
Entwicklung der Einwohnerzahl (Stand jeweils 31. Dezember):
| - 1994: 1.544 - 1995: 1.528 - 1996: 1.483 - 1997: 1.452 - 1998: 1.439 - 1999: 1.465 | - 2000: 1.437 - 2001: 1.418 - 2002: 1.390 - 2003: 1.357 - 2004: 1.337 - 2005: 1.324 | - 2006: 1.330 - 2007: 1.301 - 2008: 1.286 - 2009: 1.256 - 2010: 1.257 - 2011: 1.241 | - 2012: 1.239 - 2013: 1.232 - 2014: 1.235 - 2015: 1.231 - 2016: 1.188 - 2017: 1.160 | - 2018: 1.121 - 2019: 1.126 - 2020: 1.134 - 2021: 1.116 - 2022: 1.142 - 2023: 1.146 |

Datenquelle: Thüringer Landesamt für Statistik

## Politik

### Gemeinderat
Der Gemeinderat in Oppurg besteht aus 12 Ratsmitgliedern, die bei der Kommunalwahl am 9. Juni 2024 erstmals in einer Mehrheitswahl gewählt wurden.
Die Sitzverteilung im Gemeinderat:
| Wahl | CDU 1               | Linke 2             | SPD 3               | FDP                 | Gesamt   |
| ---- | ------------------- | ------------------- | ------------------- | ------------------- | -------- |
| 2024 | per Mehrheitswahl 4 | per Mehrheitswahl 4 | per Mehrheitswahl 4 | per Mehrheitswahl 4 | 12 Sitze |
| 2019 | 5                   | 3                   | 2                   | 2                   | 12 Sitze |
| 2014 | 7                   | 3                   | –                   | 2                   | 12 Sitze |
| 2009 | 6                   | 3                   | –                   | 3                   | 12 Sitze |
| 2004 | 7                   | 2                   | 1                   | 1                   | 11 Sitze |

### Bürgermeister
Daniel Eberitzsch (parteilos) wurde am 1. Juli 2024 Bürgermeister von Oppurg. Bei den Bürgermeisterwahlen am 26. Mai 2024 hatte er sich mit 87,6 % der Stimmen als Einzelbewerber im ersten Wahlgang durchgesetzt.
Eberitzschs Vorgänger Heiko Schoberth (CDU) hatte das Amt 2016 übernommen es und nach einer Wiederwahl im Jahr 2022 mit Ablauf des Juni 2024 vorzeitig niedergelegt.

### Wappen

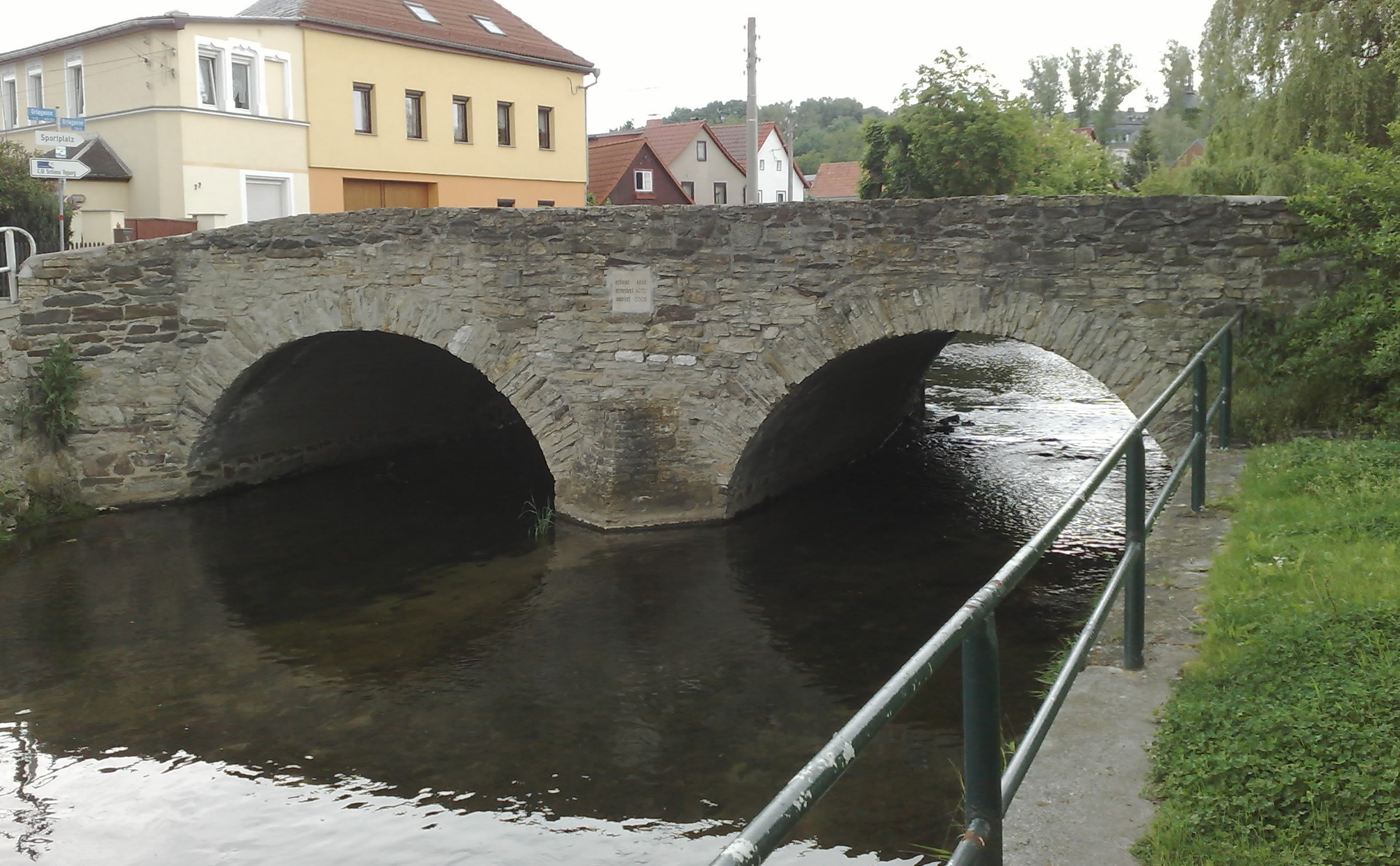
Die Orlabrücke ist ein Wahr- und Wappenzeichen Oppurgs

Über einem blauen Wellenschildfuß spannt sich eine graue zweibogige Steinbrücke. Darüber ist vorn eine goldene Sonne und hinten ein grüner Laubbaum mit braunem Stamm abgebildet.
Diese Brücke existiert wirklich und stellt ein Wahrzeichen Oppurgs dar. Sie führt am Dorfplatz über das Flüsschen Orla.

## Kultur und Sehenswürdigkeiten

### Bauwerke
- Zu den Sehenswürdigkeiten der Gemeinde zählt u. a. das barocke Schloss Oppurg aus dem 18. Jahrhundert (erbaut von 1708 bis 1714). Vorgängerbau war eine an der Orla liegende Wasserburg, deren Erbauung bis ins 11. Jh. zurück reicht. Das Schloss hat 365 Fenster, 52 Türen im Inneren, 12 Schornsteine und 4 Eingänge – aus diesem Grunde wird es oft als Vierjahreszeiten-Schloss bezeichnet. Das Schloss wurde bis Ende 2017 vom Christlichen Jugenddorfwerk Deutschlands u. a. als Tagungsstätte genutzt und beherbergt nun ein Hotel mit angeschlossenem Restaurant.
- Seit Dezember 2021 wird das Schloss als Gastronomie, Hotel und Hochzeitslocation genutzt. Der Schlossherr stellte den Schlosspark aber auch für das 950-jährige Dorfjubiläum zur Verfügung.[15]
- Evangelische Kirche Oppurg, restauriert auch mit Mitteln der Deutschen Stiftung Denkmalschutz
- Türkenhof – so genannt, weil der Junker Hans von Brandenstein aus mehrjähriger türkischer Kriegsgefangenschaft und Dienst im türkischen Heer mit einer türkischen Frau heimkehrte und das Gebäude mit Einflüssen aus der orientalischen Architektur errichten ließ.
- Eine Kursächsische Postmeilensäule (Ganzmeilensäule) aus dem 18. Jahrhundert blieb in Oppurg vom ehemaligen Postkurs nach Saalfeld erhalten.
- Kirche in Rehmen mit hoher Wehrmauer
- Kirche St. Johannes in Kolba
- Kriegerdenkmal in Kolba: „Zum Gedenken der Opfer von Kriegen und Gewaltherrschaft“. Der krönende Adler weist aus der ersten Besatzungszeit 1945 mehrfache Einschüsse aus Handfeuerwaffen auf.

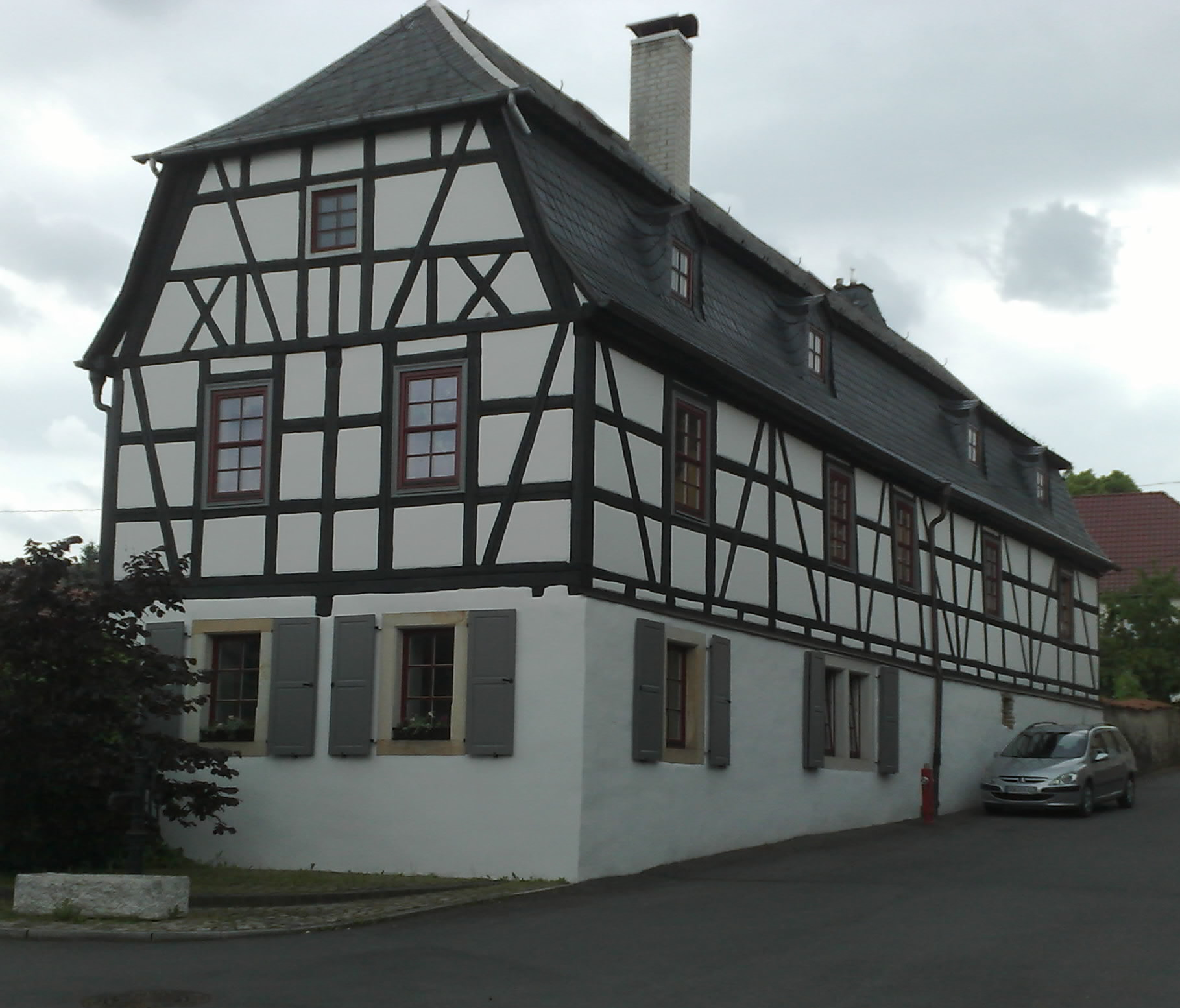
Käthenhof, eines der ältesten Wohngebäude Oppurgs
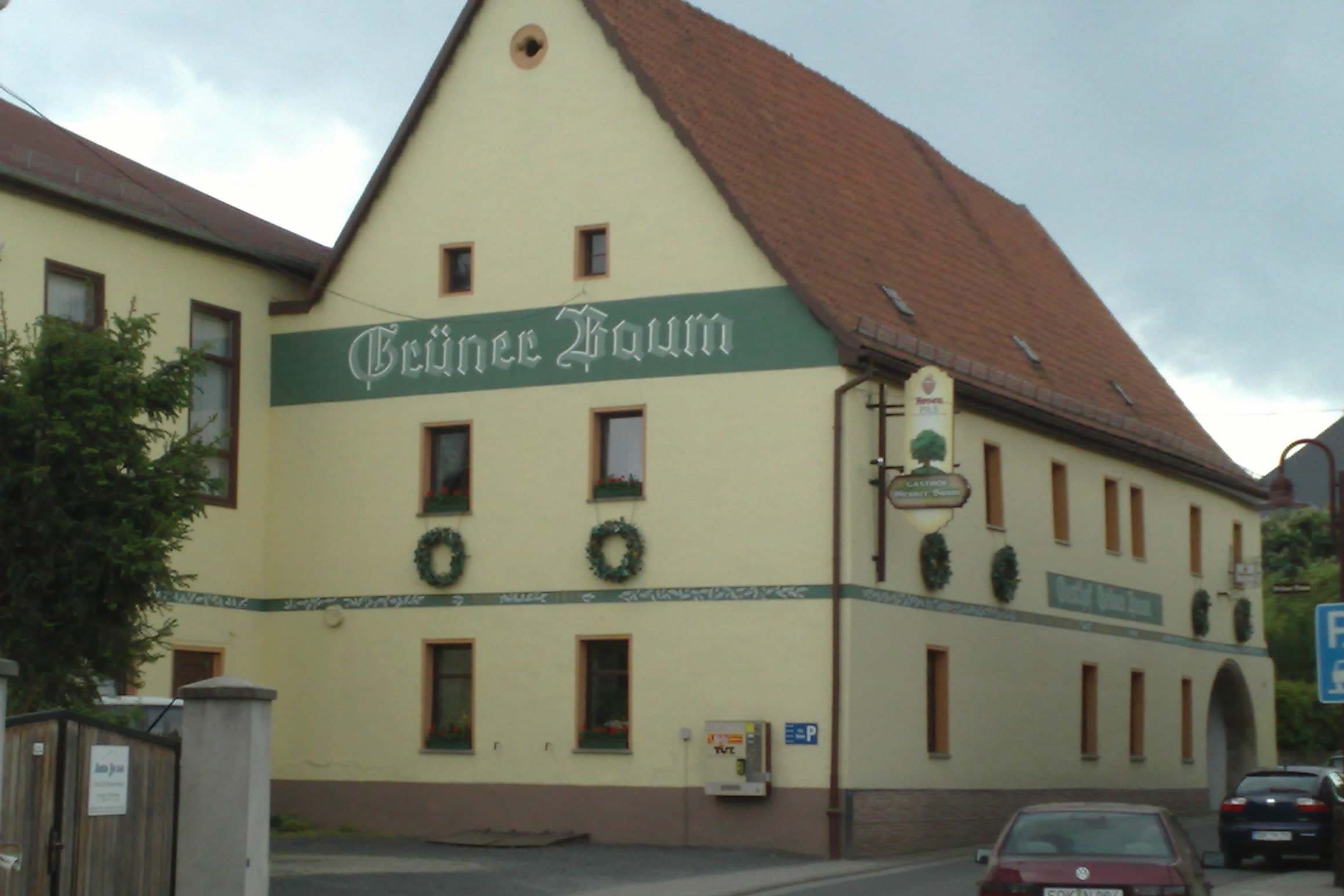
Gaststätte Grüner Baum im Stadtzentrum
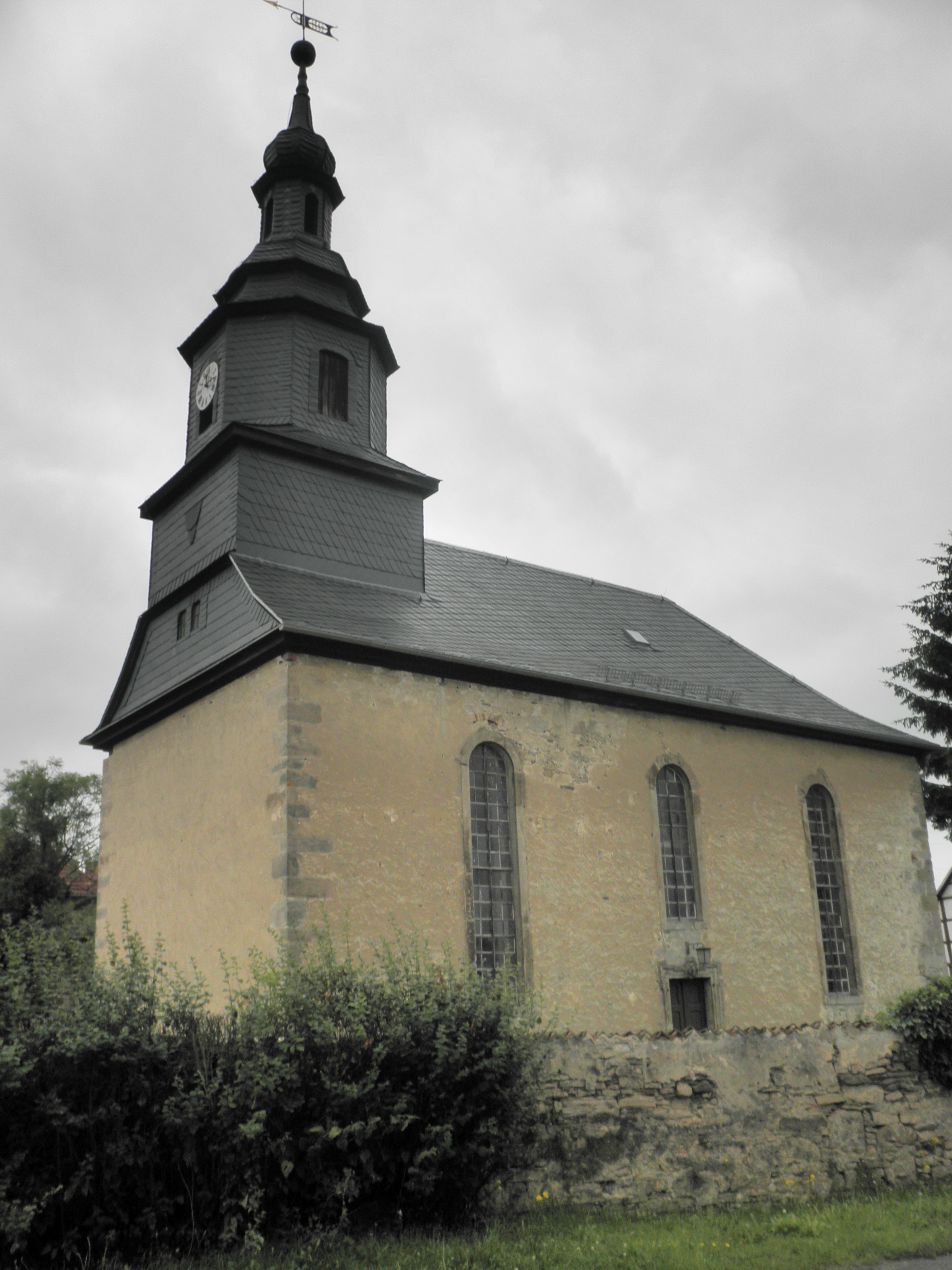
Kirche in Rehmen

### Geschichtsdenkmale
Auf dem Friedhof erinnern die Grabdenkmale von sechs KZ-Häftlingen, die von SS-Männern im April 1945 erschossen wurden, an den Todesmarsch der Häftlinge des KZ Buchenwald. Im Jahre 1985 wurde zur Mahnung auch eine Stele im Ort errichtet.

## Wirtschaft und Infrastruktur
Im eingemeindeten Dorf Kolba bewirtschaftete 1923 die Pächterin Olga Heitsch das Rittergut des Fürsten Christian Kraft zu Hohenlohe-Oehringen mit 190 ha Betriebsfläche. Nach 1945 wurde das Vorwerk „Positz“ und Flächen des Gutes in Höhe von 135 ha durch die Bodenreform in das genannte Volkseigentum überführt. Leiter dieses Gutes waren jeweils die Herren: Mende, Horschke, Graf und Lützsche. Im Zeitraum 1945 – etwa 1960 war dieser Betrieb noch eine traditionelle stabile Einheit (Land, Gebäude, Tiere und erfahrene Arbeiter) mit gutem Ertragsniveau. So erbrachte die Höhenfleckviehherde im Jahr 5.500 kg bei 3,5 % Fett je Kuh.
Die Flächen wurden dann zur Bildung der AIV in die Pflanzenproduktion überführt und die Ställe dienten der Tierproduktion. Mit der Aufgabe der Produktionseinheit „Rittergut“ begann der Verfall der Gebäude. Seit 1997 wurde das Gut Positz Stück für Stück aus privater Hand saniert. Neben dem altertümlichen Wirtshaus sind Seminarräume, mehrere große Säle, Übernachtungsmöglichkeiten und ein Wellnessbereich entstanden.

### Verkehr

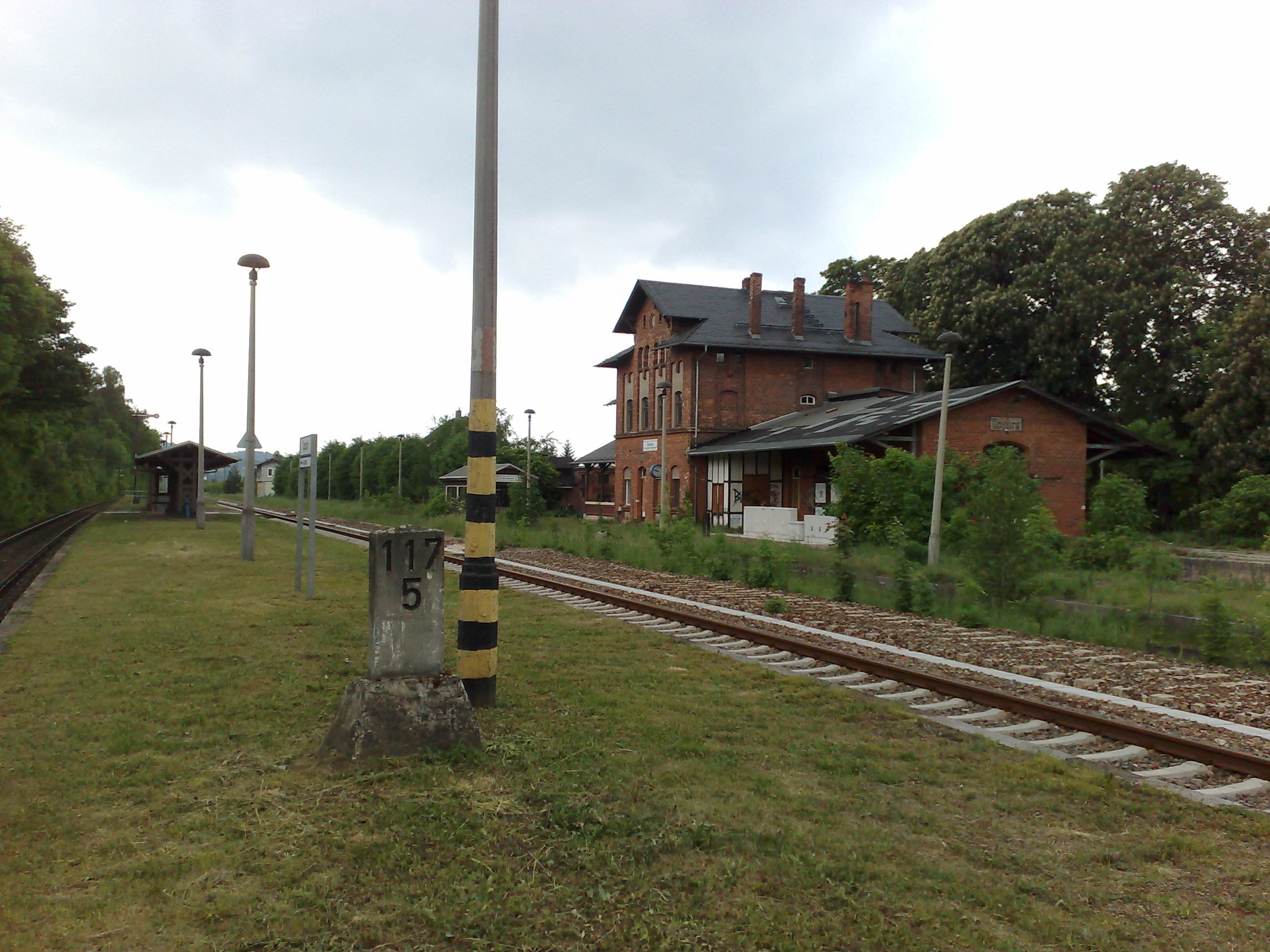
Bahnhof Oppurg: der Inselbahnsteig wurde erst später errichtet, am Hausbahnsteig fuhren die Züge nach Orlamünde ab

Oppurg liegt direkt an der touristisch als Thüringer Porzellanstraße geführten Bundesstraße 281, etwa 15 km von der Bundesautobahn 9 entfernt. Die Thüringer Landesstraße 2359 verbindet Oppurg mit Ziegenrück. Die Gemeinde liegt ferner an der Bahnstrecke Leipzig–Gera–Saalfeld, am Bahnhof halten die Regionalbahn- und einzelne Regional-Express-Züge. Zwischen 1892 und 1946 fuhren ab hier auch die Züge der Bahnstrecke Orlamünde–Oppurg.
Seit 2005 verläuft über Oppurg der 34 km lange, dem gesamten Verlauf der Orla folgende Orla-Radweg.

### Ansässige Unternehmen

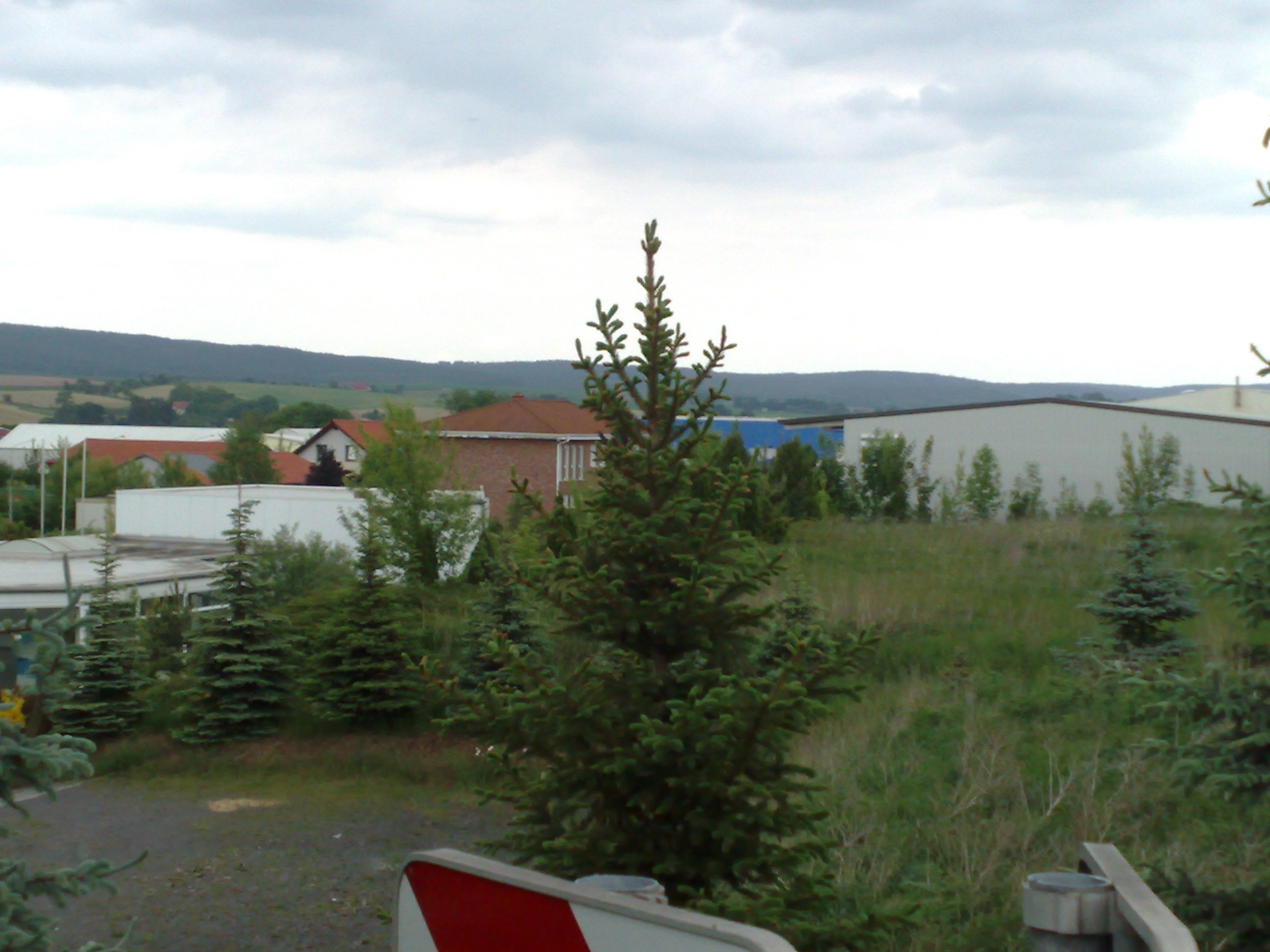
Gewerbepark Oppurg, rechts Firma L+T – Logistik und Transport, im Hintergrund blau Halle der Firma GGP Pößneck

Im südöstlich von Oppurg gelegenen Gewerbegebiet hat GGP Media, eine Tochter des Bertelsmann-Konzerns, sich mit Druckmaschinen in einer ehemaligen Baustoffhandelhalle niedergelassen und stellt wie im Hauptbetrieb in Pößneck Bücher her. Gleich daneben befindet sich das Gelände des Logistikpartners L&T. Weiterhin befinden sich hier weitere handelstreibende Unternehmen. In den 1950er Jahren wurden, wie überall im Gebiet der DDR, landwirtschaftliche Großunternehmen unter Zwang gegründet: die Landwirtschaftliche Produktionsgenossenschaft, kurz LPG. In den 70er Jahren spezialisierte diese sich in Tier-LPG (T) und Pflanzenproduktion LPG (P). Nach der Wende entstand daraus die noch heute bestehende Landgenossenschaft, die weiterhin die klimatisch und örtlich günstigen Bedingungen nutzt.

## Persönlichkeiten
- Christoph Sonntag (1654–1717), evangelischer Theologe, von 1675 bis 1680 Pfarrer in Oppurg
- Sebastian Krenz (* 1992), Sänger, geboren in Oppurg, lebt im Ortsteil Kolba